# 굿바이 마마 (1993년 영화)
《굿바이 마마》(영어: Ed and His Dead Mother)는 미국에서 제작된 조너선 왁스 감독의 1993년 다크 코미디 영화이다. 스티브 부세미, 네드 베이티, 존 글러버, 미리엄 마걸리스 등이 출연하였다.

## 줄거리
사랑하는 어머니 메이블이 사망하면서 에드는 집안 철물점을 물려받는다. 어느 날 철물점을 찾아온 한 남자가 메이블을 부활시켜 주겠다는 제안을 하고, 에드는 이를 받아들인다. 그러나 되살아난 메이블은 뭔가 단단히 잘못돼 있다.

## 출연진
- 스티브 부세미
- 네드 베이티
- 존 글러버
- 미리엄 마걸리스
- 샘 젱킨스
- 게리 파머
- 존 그라이스
- 로버트 하비
- 랜스 하워드

## 기타 제작진
- 배역: 마이크 펜턴, 조리 와이츠
- 미술: 이브 콜리
- 의상: 줄리 레이 엥글스먼

## 개봉
ITC 엔터테인먼트가 로스앤젤레스의 극장 한 곳에서 이 영화를 개봉하였고, 673 달러의 수익을 거둬들였다.

## 홈 미디어
폭스 엔터테인먼트 그룹이 1994년 1월 홈 비디오로 출시하였으며, 패스파인더 홈 엔터테인먼트가 2003년 6월 DVD를 출시하였다.